# Tegalontar
Tegalontar is een bestuurslaag in het regentschap Pekalongan van de provincie Midden-Java, Indonesië. Tegalontar telt 3726 inwoners (volkstelling 2010).